# Житня
Житня (пол. Żytnia) — село в Польщі, у гміні Седльці Седлецького повіту Мазовецького воєводства.
Населення — 118 осіб (2011).
У 1975-1998 роках село належало до Седлецького воєводства.

## Демографія
Демографічна структура станом на 31 березня 2011 року:
|          | Загалом | Допрацездатний вік | Працездатний вік | Постпрацездатний вік |
| -------- | ------- | ------------------ | ---------------- | -------------------- |
| Чоловіки | 57      | 12                 | 42               | 3                    |
| Жінки    | 61      | 8                  | 42               | 11                   |
| Разом    | 118     | 20                 | 84               | 14                   |